# Ängssyra
Ängssyra (Rumex acetosa) L. (även kallad röd ängssyra) är en flerårig ört i familjen slideväxter.

## Beskrivning

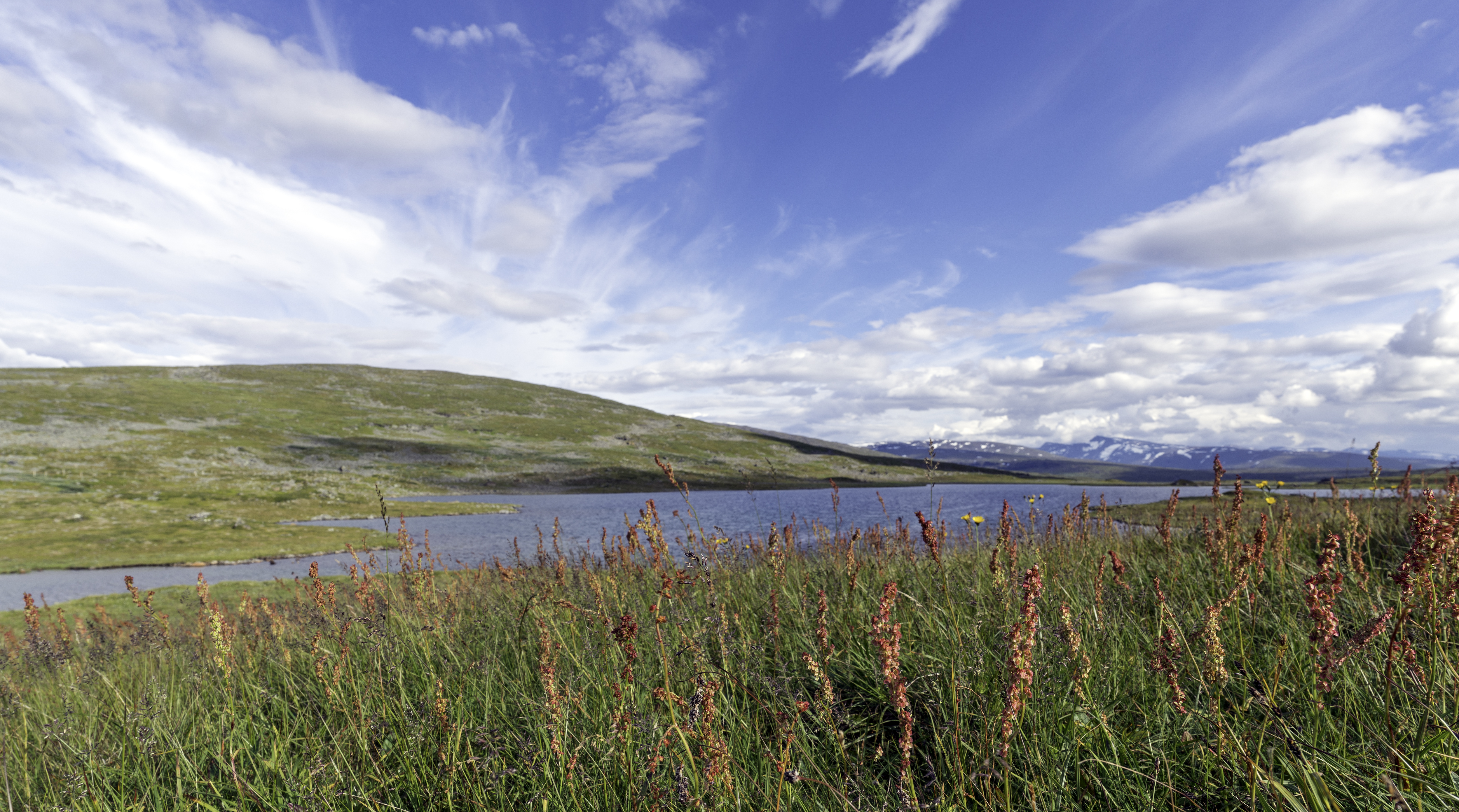
Ängssyra i Padjelanta nationalpark, 830 m ö.h.

Ängssyra känns igen på sina pillika blad och enkönade blommor.
Den är jämfört med de flesta skräppor lågväxande, vanligen ej högre än 50 – 70 cm. Stjälken och bladen är mjuka.
Ängssyran är tvåbyggare, med han- och honblommor på skilda växtindivider. Hanblomman har 6 ståndare; honblomman 3 pistiller.

## Synonymer
- Acetosa agrestis Raf., 1838
- Acetosa amplexicaulis Raf., 1838
- Acetosa angustata Raf., 1838
- Acetosa bidentula Raf.1838
- Acetosa fontanopaludosa (Kalela) Holub
- Acetosa hastifolia Schur, 1866
- Acetosa hastulata Raf., 1838
- Acetosa magna Gilib., 1792 nom. inval.
- Acetosa officinalis Gueldenst. ex Ledeb., 1850
- Acetosa olitoria Raf., 1838
- Acetosa pratensis Mill., 1734
- Acetosa pratensis Garsault, 1764 nom. invalid
- Acetosa pratensis subsp. fontanopaludosa
(Kalela) Tzvelev, 2000
- Acetosa subalpina Schur, 1866
- Exochorda davidiana Baill., 1869
- Lapathum acetosa Scop., 1771
- Lapathum pratense Lam., 1779
- Nuttallia cerasiformis Torr. & A.Gray, 1839
- Nuttallia cerasiformis Hook. & Arn., 1839
- Nuttallia davidiana (Baill.) Baill., 1875
- Osmaronia bracteosa Greene, 1905
- Osmaronia cerasiformis
(Torr. & A.Gray ex Hook. & Arn.) Greene, 1891
- Osmaronia demissa Greene, 1905
- Osmaronia laurina Greene, 1905
- Osmaronia obtusa Greene, 1905
- Osmaronia padiformis Greene, 1905
- Rumex acetosa subsp. biformis
(Lange) Valdés Berm. & Castrov., 1977
- Rumex acetosa subsp. biformis
(Lange) Castrov. & Valdés, 1976 (unsatisfactory form of publication)
- Rumex acetosa subsp. fontanopaludosus (Kalela) Hyl.
- Rumex acetosa var. fontanopaludosus (Kalela) Hyl., 1966
- Rumex acetosa L. subsp. pratensis (Wallr.) A.Blytt & O.C.Dahl
- Rumex acetosa subsp. pratensis
(Mill.) A.Blytt & O.C.Dahl, 1903
- Rumex acetosa L. subsp. serpentinicola (Rune) Nordh. (subsp. acetosa var. serpentinicola)
- Rumex alpestris Jacq.
- Rumex alpestris subsp. lapponicus (Hiitonen) Jalas, 1977
- Rumex arifolius L.f. (subsp. lapponicus)
- Rumex biformis Lange
- Rumex biformis Menyh., 1877) nom. illeg.
- Rumex fontanopaludosus Kalela, 1940
- Rumex haematinus Kihlm., 1900 (subsp. acetosa)

## Underarter och varieteter
Det finns några underarter, varieteter av ängssyra och svenska synonymer:
- Rumex acetosa L. subsp. acetosa vanlig ängssyra Kromosomtal 2n = 14
  - Rumex acetosa subsp. acetosa var. serpentinicola Rune smal ängssyra. Finns bara på serpentinberg i fjällen.
- Rumex acetosa subsp. lapponicus Hiitonen, 1933 lappsyra
- Rumex acetosa subsp. alpestris Á Löve, 1944
- Rumex acetosa subsp. pseudoxyria Tolm.
- Rumex acetosa subsp. thyrsiflorus (Fingerh.) Čelak., 1886
- Rumex acetosa subsp. thyrsiflorus (Fingerh.) Hayek, 1908

## Habitat
Ängssyra är allmän över hela Norden, högt upp i fjällen.
I Jotunheimen upp till 1 880 m ö h.
Ej ursprunglig i Nordamerika.

### Utbredningskartor
- Norden
- Norra halvklotet 
  - Gränslinjer inlagda för arterna Rumex acetosa subsp. acetosa och Rumex acetosa subsp. thyrsiflorus

## Biotop
Torra ängar, slänter.

## Etymologi
- Rumex är romarnas namn på växten syra.
- Artepitetet acetosa kommer från latin acetosus = sur, syrlig med syftning på bladens smak.

## Användning
Ängssyran har använts och odlats troligen i tusentals år, men i Skandinavien dokumenterats först på 1600-talet.

### Mat
Växten har varit viktig inom den samiska matkulturen, och har använts för att syra mjölk, vilket gör den mer hållbar. Dess blad kan användas puréade i soppor och redningar eller hela i sallader. Bladen har ätits av barn som vallade eller vaktade boskap, både som ett slags godis och som tillskott till den övriga dieten. Den odlade varianten av ängssyra, också kallad trädgårdssyra, är mildast. De vildväxande varianterna har en skarpare smak, på grund av den högre halten av oxalsyra. Denna höga oxalsyrehalt skyddar växten mot sniglar och snäckor. Oxalsyra är giftigt - små mängder ängssyra är ofarligt, men vid större intag kan den vara dödlig.
Ängssyrans rot och frukter kan vara ingredienser i nödbröd.

### Folkmedicin
Krossade blad från ängssyra kan användas på sår.

### Växtfärgning
Roten kan användas för växtfärgning, och ger en gul färg.